# ERDL (камуфляж)
Камуфляж ERDL — деформаційний військовий камуфляж, розроблений Лабораторією інженерних досліджень та інновацій (англ. Engineer Research & Development Laboratory, скорочено — ERDL) армії Сполучених Штатів у 1948 році. Він не використовувався до часів В'єтнамської війні й лише на початку 1967 року його почали видавати елітним американським підрозділам, що займались розвідкою та спецопераціями.
Візерунок камуфляжу ERDL складався з перемішаних між собою плям нерегулярної форми чотирьох кольорів. Спочатку він випускався в домінуючій зеленій колірній гамі, що складалась з великих «природних» плям оливково-зеленого та коричневого кольорів, чорних «гілок» і світло-зелених «відблисків листя». Незабаром після цього був розроблений варіант камуфляжу ERDL з домінуючим коричневим кольором (в якій світло-зелений колір було замінено на пісочний). Ці дві колірні гами візерунка отримали неофіційні назви камуфляж ERDL «Lowland» (з домінуючим зеленим) і камуфляж ERDL «Highland» (з домінуючим коричневим тоном), відповідно.
В 1981 році, на заміну камуфляжному візерунку ERDL армія США затвердила новий візерунок камуфляжу для своєї бойової форми — камуфляж Woodland, що був збільшеною та дещо зміненою версією візерунка ERDL.

## Історія

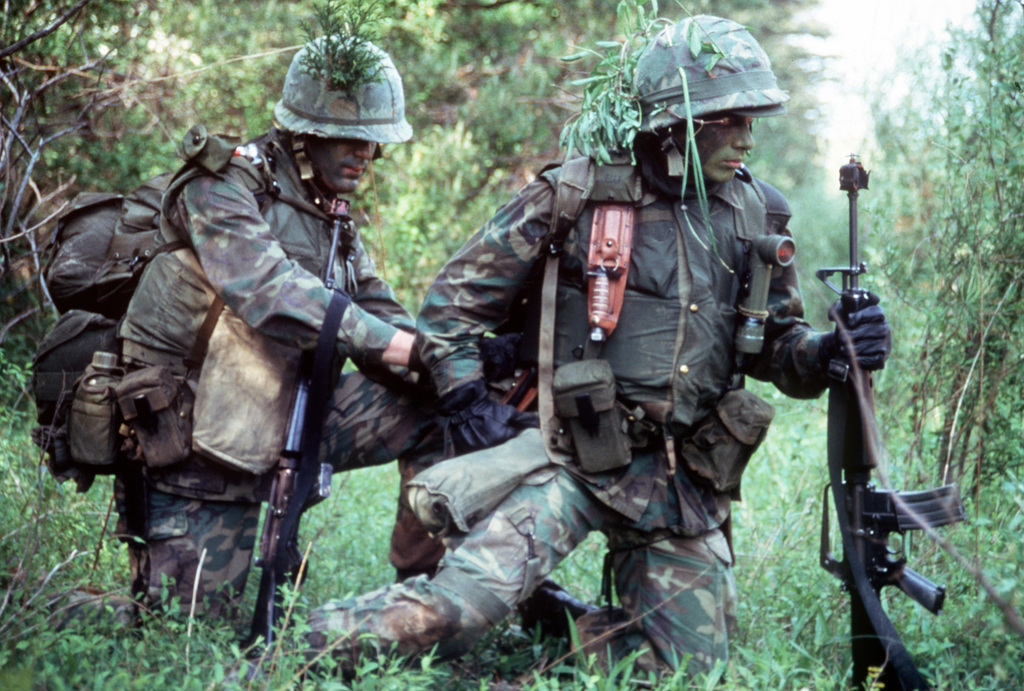
Морські піхотинці армії США в камуфляжі ERDL (1980 рік)

З 1968 року однострої з зеленою версією камуфляжу ERDL «Lowland» стали стандартною уніформою Корпусу морської піхоти у Південному В'єтнамі й армія США пізніше широко використовувала її в інших операціях у Південно-Східній Азії.
Бойові однострої з камуфляжем ERDL були ідентичні за кроєм до одностроїв OG-107 з однотонним оливковим камуфляжем, так званої «уніформи джунглів» (англ. jungle fatigues) і обидва однострої випускали разом. Морські піхотинці зазвичай носили комбіновану форму ERDL і OG-107, що було дозволена через періодичну нестачу одностроїв. Члени SAS Австралії та Нової Зеландії також отримували вироблену в США тропічні бойові однострої з камуфляжем ERDL під час їх участі у війні у В'єтнамі. Військовослужбовці США носили камуфляжну бойову форму як стандартний однострій до кінця війни у В'єтнамі.
Після виведення американської армії з Південного В'єтнаму в 1973 році, армія США припинила масовий випуск камуфляжного одягу, залишивши його лише окремим підрозділам. На початку 1970-х років, з січня 1973 по 1974 року як експеримент однострій з камуфляжем ERDL носив 1-й батальйон 13-го піхотного полку у Баумгольдері в Німеччині. Протягом цього самого періоду солдати 1-го та 2-го батальйонів повітряно-десантних рейнджерів (1/75 і 2/75 Ranger [Airborne]) використовували однострій з камуфляжем ERDL. Підрозділи Сил спеціальних операцій, Центр підготовки сил спеціальних операцій армії США, 82-га повітряно-десантна дивізія та 36-та повітряно-десантна бригада (Техаська національна гвардія) використовували камуфляж ERDL до заміни на камуфляж Woodland. 1-й батальйон (механізований) 41-го піхотного полку носив камуфляж ERDL у 1974 та 1975 роках. У 1976 році морські піхотинці отримали залишки уніформи ERDL часів В'єтнамської війни, які стали їх стандартним одностроєм, замінивши сатинову уніформу з однотонним оливковим камуфляжем OG-107.
Оскільки ніколи не існувало спеціального кашкета морського зразка з камуфляжем ERDL, морські піхотинці до прийняття одностроїв BDU з камуфляжем Woodland продовжували носити кашкети з однотонним камуфляжем OG-107. В армії була подібна проблема — у той час, як більшість підрозділів, які отримали уніформу з камуфляжем ERDL носили під час гарнізонної служби берети, польові кашкети M1951 або патрульні кашкети, які носили у польових умовах рейнджери та підрозділи спецназу, були виконані з камуфляжем OG-107. Однак існував кашкет типу буні з камуфляжем ERDL. Форма, якою оснащувались Сили швидкого розгортання США (Rapid Deployment Force — RDF) під час виконання завдань в тропіках також випускалась з камуфляжем ERDL. На фотографіях під час кризи із захопленням американських заручників в Ірані 1979 року можна побачити американських морських піхотинців, які охороняють посольство США в уніформі RDF з камуфляжем ERDL, коли їх взяли в заручники іранські революціонери.
В 1981 році армія США затвердила інший камуфляж для своєї форми. Того року для забезпечення усіх підрозділів американської армії було офіційно представлено новий бойовий однострій BDU з камуфляжем Woodland, що був збільшеною та дещо зміненою версією візерунка ERDL. Наказ Корпусу морської піхоти P1020-34D, опублікований у 1983 році, позначає візерунок ERDL як попліновий камуфляж, а новий камуфляж BDU — як лісовий камуфляж. Наказ P1020-34D також уточнює, що камуфляжну форму з попліну дозволено носити до тих пір, поки не відбудеться її заміна на новий однострій. Попри процес поступового виведення з експлуатації у 1980-х роках, ця модель продовжувала використовуватися аж до 1990-х років. У наказі Корпусу морської піхоти P1020-34F у 1995 році камуфляж ERDL знову згадується як попліновий камуфляж, і його було позначено як такий, що дозволяється для носіння ERDL, зокрема, було помічено в різних військах США під час вторгнення в Панаму та в 1996 році під час миротворчих операцій США в Африці.

### Типи одягу, конструкції та використання в Південно-Східній Азії (1967–72)

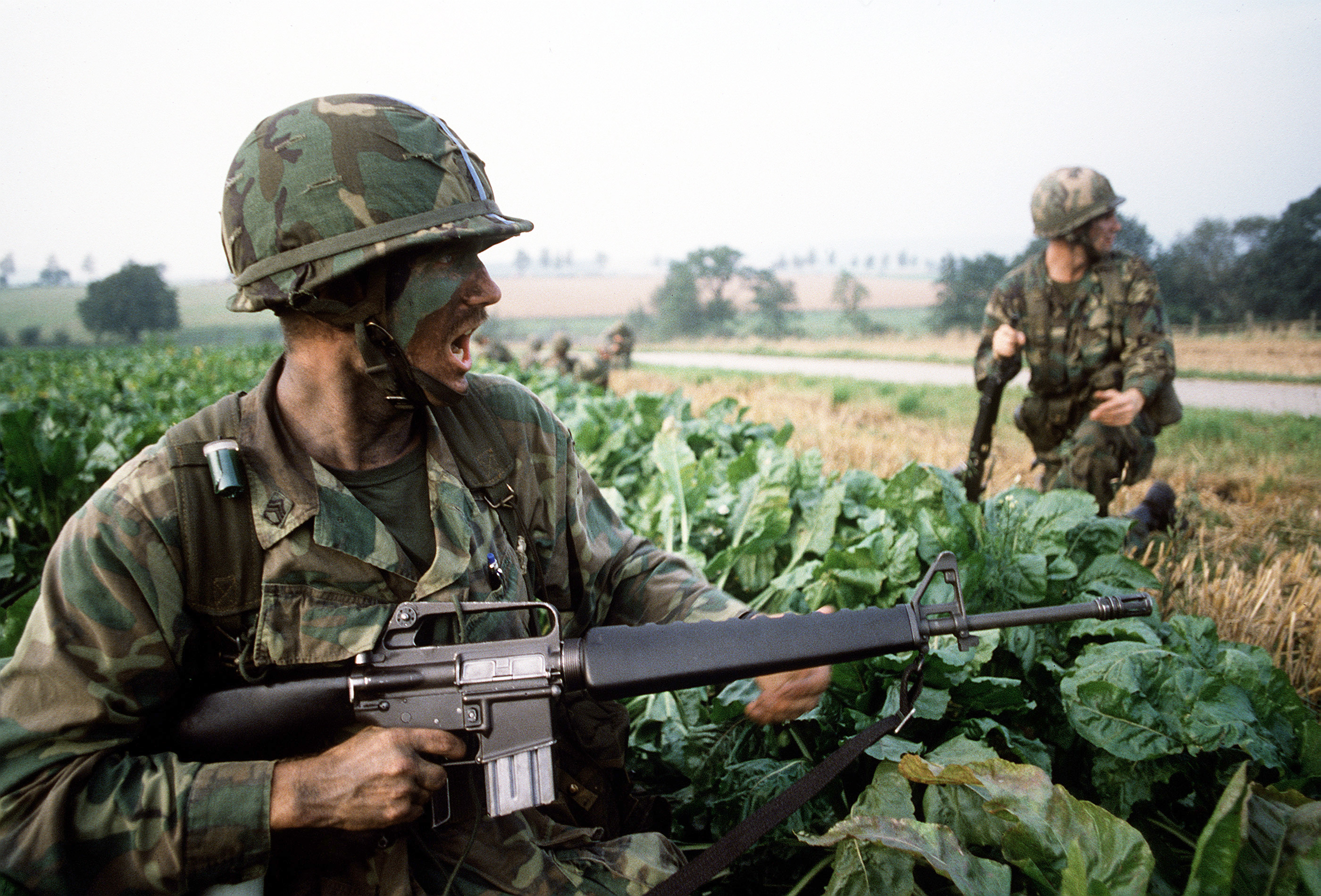
Американські парашутисти в камуфляжі ERDL на навчаннях в 1981 році

Візерунок ERDL використовувався з 1967 року до кінця В'єтнамської війни на офіційному та неофіційному військовому одязі США в Південно-Східній Азії, як у наземних військах, так і в повітряних. Початкове виробництво камуфляжу ERDL зіткнулося з проблемами через ковзання ролика з фарбою, що призводило до невідповідності отриманих в результаті зразків затвердженим шаблонам.
На офіційному бойовому однострої наземних частин візерунок камуфляжу ERDL вперше був застосований до третьої моделі Tropical Combat Uniform приблизно в 1967 році та був надрукований на легкому бавовняному текстильному матеріалі з попліну. Ця поплінова уніформа проіснувала дуже недовго, але її використовували для операцій в Південно-Східній Азії різні спецпідрозділами США. Незабаром після цього візерунок камуфляжу ERDL стали наносити на стандартний бавовняний текстильний матеріал з рипстопом. Таким чином, ця бавовняна версія ERDL Tropical Combat Uniform отримала широке застосування в Південно-Східній Азії після 1968 року, як у підрозділах спеціальних операцій, так і в регулярних підрозділах, особливо тому, що наземні бойові операції тривали протягом усієї війни до кінця 1972 року.
На офіційному бойовому одязі повітряних сил камуфляж ERDL використовувався на літальних комбінезонах ВПС США типу K-2B у версії з бавовняного попліну. Комбінезони USAF ERDL дещо використовувалися в SEA з 1967 по 1969 рік, поки в 1970 році не були замінені комбінезонами Nomex. Військово-морські сили США також виготовили офіційний авіаційний одяг ERDL за зразком MIL-C-5390G, виготовлений із бавовняної саржі. Ці комбінезони ВМС ERDL мали дуже обмежене використання SEA з 1967–68 років, оскільки їх комбінезони Nomex вже використовувалися.
Наприкінці 1960-х років на неофіційних одностроях та комерційному одязі візерунок ERDL був скопійований і використаний виробниками комерційного текстилю США та застосовувався при виготовленні різного комерційного камуфляжного одягу для полювання чи для використання парамілітарними організаціями. Деякі зразки комерційного одягу з камуфляжем ERDL були виготовлені з використанням бавовняного попліну, тоді як більшість виготовлялась зі стандартного бавовняного матеріалу з рипстопом. Багато комерційних зразків одягу з камуфляжем ERDL того часу були виготовлені за зразком стандартної уніформи OG-107 зі стандартною заправленою сорочкою та стандартним дизайном штанів. Цей комерційний одяг ERDL OG-107 використовувався в бойових умовах у Південно-Східній Азії, наприклад, у тактичних навчаннях реактивних літаків ВМС США в 1968 році. Деякі льотчики ВПС США також придбали одяг з камуфляжем ERDL, виготовлений на замовлення для бойових дій і використання поза службою.

## Альтернативи
Камуфляж ERDL не був призначений для використання в пустельних або напівпустельних умовах. Для військових операцій в таких регіонах, Збройні сили США використовували паралельно з камуфляжем ERDL спеціально розроблені пустельні камуфляжі — 6-колірний (DBDU) і 3-колірний (DCU).

## Користувачі

### Поточні
- Північна Корея: у 2012 році був помічений формою окремих підрозділів північнокорейської армії[15].
- Сирія: Клони камуфляжу використовуються сирійськими військовими[16].
- Чехія: Армія Чеської Республіки використовує модифіковану версію камуфляжу ERDL, відомий як камуфляж Woodland vz.95[17][18].

### Колишні
- Австралія: Раніше використовувався австралійськими SAS під час В'єтнамської війни[19].
- В'єтнам: Версії Південно-В'єтнамського камуфляжу ERDL раніше використовувались PAVN[15].
- Нова Зеландія: Раніше використовувався новозеландськими SAS під час (і після) В'єтнамської війни[20].
- Південний В'єтнам: Раніше використовувався армією Армія Південного В'єтнаму, яка складалась зі звичайного та «невидимого» камуфляжу типу ERDL[21].
- Південно-Африканський союз: Деякі з них використовувалися групою «Хантер» та 32 батальйоном спецпризначенців[22][22].
- Сінгапур: Раніше використовувався сінгапурською армією[23][24][25] під назвою No. 4 Uniform[26].
- США: Раніше використовувався армією США і її окремими підрозділами до кінця 1990-х років[13].
- Тайвань: Раніше використовувався тайванськими військовими[27][28].
- Таїланд: Раніше використовувався тайськими військовими[29][30][31].
- Туреччина: Раніше використовувався Збройними силами Туреччини наприкінці 1980-х, на початку 1990-х років[15].
- Філіппіни: Раніше використовувався силами спеціального призначення (Special Action Force) в 1980-х роках[31]. Також використовувався підрозділами Home Front Defense Group та Scout Ranger Regiment[31].

### Недержавні організації
- Каренська національно-визвольна армія[15].
- Фронт національного визволення кхмерського народу: використовував тайські однострої з камуфляжем ERDL у 1980-х роках[15].